# 謝陞
謝陞（1572年—1645年），字伊晋，号青墩，山東德州卫人，軍籍，明末清初政治人物。

## 生平
明萬曆三十一年（1603年）癸卯科舉人，三十五年（1607年）中丁未科進士。歷任北直隸三河縣、遵化縣、雄縣、河南滑縣知縣，升吏部主事。曾為太子講書，歷任吏部文選司郎中、太常寺少卿、太僕寺卿、吏部左侍郎、南京吏部尚書等，官至建極殿大學士兼吏部尚書，加少保兼太子太保。
崇禎十五年（1642年）四月因洩露議和之事，罷官歸鄉。後在香河知縣師敔城與李自成部隊對抗。順治元年（1644年）九月，在其家鄉德州殺大順州牧吳徵文，不久與趙繼鼎、盧世㴶等奉表至京師，向清兵投降，封官復原職。順治二年（1645年）卒。

## 家族
曾祖謝宗智，壽官。祖父謝選，知县封文林郎。父謝廷策，萬曆十七年進士，官浙江道監察御史。母焦氏，贈孺人；継母曾氏，封孺人。慈侍下。

## 轶事
陳寅恪在《柳如是別傳》曾提到鄧之誠謂錢謙益“牽連淄川謝升案”之“謝升”，乃謝陛之誤。時訛傳德王起義，把謝陛當成謝陞。可見得謝陞與謝陛在當時是指兩人。